# Championnat des Fidji de football 2018
Navigation
Saison précédente Saison suivante
La saison 2018 du Championnat des Fidji de football est la quarante-deuxième édition du championnat de première division aux Fidji. 
Le championnat regroupe huit équipes du pays au sein d'une poule unique, où ils s'affrontent deux fois au cours de la saison, à domicile et à l'extérieur. À la fin de la compétition, le dernier du classement est relégué et remplacé par le champion de deuxième division.
C'est le Lautoka FC qui remporte de nouveau la compétition cette saison, après avoir terminé en tête du classement final, avec cinq points d'avance sur Ba FC. Il s'agit du cinquième titre de champion des Fidji de l'histoire du club.
Comme lors de l'édition précédente, le champion des Fidji et son dauphin sont automatiquement qualifiés pour la phase de groupe de la prochaine Ligue des champions.

## Les clubs participants
| - Ba FC - Lautoka FC - Dreketi FC - Rewa FC | - Labasa FC - Nadi FC - Tavua FC - Promu de D2 - Suva FC |

## Compétition

### Classement
Le barème utilisé pour établir le classement est le suivant :
- Victoire : 3 points
- Match nul : 1 point
- Défaite : 0 point

| Rang | Équipe      | Pts | J  | G | N | P | Bp | Bc | Diff |
| ---- | ----------- | --- | -- | - | - | - | -- | -- | ---- |
| 1    | Lautoka FCT | 31  | 14 | 9 | 4 | 1 | 27 | 10 | +17  |
| 2    | Ba FC       | 26  | 14 | 5 | 7 | 2 | 26 | 15 | +11  |
| 3    | Nadi FC     | 24  | 14 | 7 | 3 | 4 | 21 | 13 | +8   |
| 4    | Suva FC     | 19  | 14 | 5 | 4 | 5 | 20 | 18 | +2   |
| 5    | Labasa FC   | 19  | 14 | 5 | 4 | 5 | 18 | 17 | +1   |
| 6    | Rewa FCC    | 13  | 14 | 3 | 4 | 7 | 12 | 18 | -6   |
| 7    | Tavua FCP   | 12  | 14 | 3 | 3 | 8 | 14 | 30 | -16  |
| 8    | Dreketi FC  | 8   | 14 | 1 | 5 | 8 | 11 | 28 | -17  |

|  | Qualification pour la Ligue des champions de l'OFC 2019                                |
|  | Relégation en deuxième division                                                        |
|  | T : Tenant du titre C : Vainqueur de la Coupe des Fidji P : Promu de deuxième division |

## Bilan de la saison
| Championnat des Fidji de football 2018  |                       |
| Champion                                | Lautoka FC (5e titre) |
| Coupes et trophées                      |                       |
| Vainqueur de la Coupe des Fidji 2018    | Rewa FC               |
| Qualifications continentales            |                       |
| Ligue des champions de l'OFC 2019       | Ba FC                 |
| Ligue des champions de l'OFC 2019       | Lautoka FC            |
| Promotions et relégations               |                       |
| Promus en Fiji National Football League | Nasinu                |
| Relégués en Premier Division            | Dreketi FC            |